# Churriana de la Vega
Churriana de la Vega, también denominado coloquialmente Churriana, es una localidad y municipio español situado en la parte central de la comarca de la Vega de Granada, en la provincia de Granada, comunidad autónoma de Andalucía. Limita con los municipios de Granada, Armilla, Alhendín, Las Gabias, Cúllar Vega y Vegas del Genil. Cuenta con una población de 16 693 habitantes (INE 2024). Por su término discurre el río Dílar.
El municipio churrianero es una de las treinta y cuatro entidades que componen el Área Metropolitana de Granada, y comprende únicamente el núcleo de población de Churriana de la Vega —capital municipal— así como los diseminados de Arabuleila, Camino del Baño, Camino del Boquete, Camino del Horno, Camino del Sacromonte, Dailimón, La Gloria, La Parra, Puente Colorado, El Pino y Tarramonta.

## Historia
Al tratarse la Vega de Granada de un espacio físico muy fértil, esto permitió que el asentamiento humano se realizara con anterioridad al Paleolítico Medio. Pero no será hasta la época romana cuando empiece a configurarse, la Vega, como una rica región de regadío, donde se establecieron una serie de pequeñas poblaciones dispersas, villas romanas o caseríos, en torno a una población mayor, Ilíberis, como así ocurrió con el municipio de Churriana en la etapa romana.
Las primeras fuentes históricas escritas que hacen mención expresa de Churriana son de la Edad Media, momento en el que sus tierras se dedicaban más intensamente a la producción agrícola y a una floreciente industria de la seda. La muestra del florecimiento cultural hispanomusulmán en Churriana está aún hoy presente por la existencia de un baño árabe o Hammam junto a la acequia principal del pueblo, Arabuleila. En el final del reino nazarí de Granada, tuvieron lugar en Churriana de la Vega, las negociaciones previas de Gonzalo Fernández de Córdoba en nombre de los Reyes Católicos, con los representantes de Boabdil, para llevar a Santa Fe las capitulaciones de rendición de Granada.
La caída del reino nazarita marcó un eclipse del reino de Granada y de sus poblaciones. En Churriana, la población era esencialmente morisca, al igual que gran parte del Reino de Granada, que aunque había vivido una evolución pacífica en los años inmediatos a la Toma de Granada, se verá drásticamente disminuida por la Sublevación de los moriscos a partir de la segunda mitad del siglo XVI. Comenzando, tras la sangría demográfica, la repoblación en Churriana con 100 familias de cristianos viejos de origen variado (cordobeses, extremeños, castellanos, asturianos, murcianos o vizcaínos).
Durante la invasión de España por las tropas napoleónicas Churriana fue víctima de los franceses, sufriendo la expoliación de su ganadería y producción agrícola.
Hasta la reforma de la nomenclatura municipal de 1916 el municipio se llamaba simplemente Churriana. En dicha fecha su nombre fue modificado por el de Churriana de la Vega.

## Geografía

### Clima
De acuerdo con la clasificación climática de Koppen, el clima de Churriana de la Vega es de transición entre el clima semiárido frío (BSk) y el clima mediterráneo (Csa).
| Parámetros climáticos promedio de Observatorio de la Base Aérea de Armilla (municipio de Armilla) (687 m s. n. m.) (Periodo de referencia: 1991-2020, extremos: 1931-presente) | Parámetros climáticos promedio de Observatorio de la Base Aérea de Armilla (municipio de Armilla) (687 m s. n. m.) (Periodo de referencia: 1991-2020, extremos: 1931-presente) | Parámetros climáticos promedio de Observatorio de la Base Aérea de Armilla (municipio de Armilla) (687 m s. n. m.) (Periodo de referencia: 1991-2020, extremos: 1931-presente) | Parámetros climáticos promedio de Observatorio de la Base Aérea de Armilla (municipio de Armilla) (687 m s. n. m.) (Periodo de referencia: 1991-2020, extremos: 1931-presente) | Parámetros climáticos promedio de Observatorio de la Base Aérea de Armilla (municipio de Armilla) (687 m s. n. m.) (Periodo de referencia: 1991-2020, extremos: 1931-presente) | Parámetros climáticos promedio de Observatorio de la Base Aérea de Armilla (municipio de Armilla) (687 m s. n. m.) (Periodo de referencia: 1991-2020, extremos: 1931-presente) | Parámetros climáticos promedio de Observatorio de la Base Aérea de Armilla (municipio de Armilla) (687 m s. n. m.) (Periodo de referencia: 1991-2020, extremos: 1931-presente) | Parámetros climáticos promedio de Observatorio de la Base Aérea de Armilla (municipio de Armilla) (687 m s. n. m.) (Periodo de referencia: 1991-2020, extremos: 1931-presente) | Parámetros climáticos promedio de Observatorio de la Base Aérea de Armilla (municipio de Armilla) (687 m s. n. m.) (Periodo de referencia: 1991-2020, extremos: 1931-presente) | Parámetros climáticos promedio de Observatorio de la Base Aérea de Armilla (municipio de Armilla) (687 m s. n. m.) (Periodo de referencia: 1991-2020, extremos: 1931-presente) | Parámetros climáticos promedio de Observatorio de la Base Aérea de Armilla (municipio de Armilla) (687 m s. n. m.) (Periodo de referencia: 1991-2020, extremos: 1931-presente) | Parámetros climáticos promedio de Observatorio de la Base Aérea de Armilla (municipio de Armilla) (687 m s. n. m.) (Periodo de referencia: 1991-2020, extremos: 1931-presente) | Parámetros climáticos promedio de Observatorio de la Base Aérea de Armilla (municipio de Armilla) (687 m s. n. m.) (Periodo de referencia: 1991-2020, extremos: 1931-presente) | Parámetros climáticos promedio de Observatorio de la Base Aérea de Armilla (municipio de Armilla) (687 m s. n. m.) (Periodo de referencia: 1991-2020, extremos: 1931-presente) |
| Mes | Ene. | Feb. | Mar. | Abr. | May. | Jun. | Jul. | Ago. | Sep. | Oct. | Nov. | Dic. | Anual |
| --- | --- | --- | --- | --- | --- | --- | --- | --- | --- | --- | --- | --- | --- |
| Temp. máx. abs. (°C) | 26.8 | 27.6 | 29.3 | 35.2 | 38.6 | 40.3 | 43.5 | 43.8 | 40.6 | 35.2 | 27.8 | 24.8 | 43.8 |
| Temp. máx. media (°C) | 13.0 | 14.7 | 17.9 | 20.2 | 24.9 | 30.8 | 34.7 | 34.2 | 28.6 | 23.2 | 16.8 | 13.8 | 22.7 |
| Temp. media (°C) | 7.0 | 8.4 | 11.3 | 13.6 | 17.7 | 22.8 | 26.3 | 26.1 | 21.4 | 16.6 | 10.9 | 8.0 | 15.8 |
| Temp. mín. media (°C) | 1.0 | 2.0 | 4.6 | 6.9 | 10.4 | 14.8 | 17.8 | 17.9 | 14.1 | 10.1 | 5.0 | 2.2 | 8.9 |
| Temp. mín. abs. (°C) | -12.6 | -13.4 | -6.4 | -1.9 | 0.6 | 5.6 | 9.0 | 8.2 | 1.2 | -0.5 | -4.5 | -8.6 | -13.4 |
| Precipitación total (mm) | 39.0 | 31.7 | 41.3 | 39.0 | 31.2 | 8.2 | 1.0 | 3.2 | 27.2 | 42.0 | 49.1 | 44.2 | 357.1 |
| Días de precipitaciones (≥ 1 mm) | 6.0 | 5.7 | 5.9 | 5.9 | 4.4 | 1.4 | 0.1 | 0.5 | 3.0 | 5.3 | 6.4 | 6.2 | 51.0 |
| Días de nevadas (≥ 0.01 mm) | 0.8 | 0.5 | 0.2 | 0.0 | 0.0 | 0.0 | 0.0 | 0.0 | 0.0 | 0.0 | 0.1 | 0.2 | 1.8 |
| Horas de sol | 174 | 178 | 220 | 246 | 294 | 342 | 372 | 338 | 258 | 217 | 168 | 161 | 2959 |
| Humedad relativa (%) | 71 | 66 | 60 | 55 | 48 | 39 | 34 | 38 | 49 | 60 | 70 | 74 | 55 |
| Fuente: Agencia Estatal de Meteorología | | | | | | | | | | | | | |

## Demografía
Churriana de la Vega cuenta con una población de 16 693 habitantes (INE 2024).
| Gráfica de evolución demográfica de Churriana de la Vega entre 1842 y 2021                                          |
| |
| Población de derecho según los censos de población del INE Población de hecho según los censos de población del INE |

## Economía

### Evolución de la deuda viva municipal
| Gráfica de evolución de Deuda viva del Ayuntamiento de Churriana de la Vega entre 2008 y 2019                                |
| |
| Deuda viva del Ayuntamiento de Churriana de la Vega en miles de Euros según datos del Ministerio de Hacienda y Ad. Públicas. |

## Administración y política
Los resultados en Churriana de la Vega de las últimas elecciones municipales, celebradas en mayo de 2023, son:
| Elecciones Municipales - Churriana de la Vega (2023) | Elecciones Municipales - Churriana de la Vega (2023) | Elecciones Municipales - Churriana de la Vega (2023) | Elecciones Municipales - Churriana de la Vega (2023) | Elecciones Municipales - Churriana de la Vega (2023) |
| Partido político                                     | Partido político                                     | Votos                                                | Votos                                                | Concejales                                           |
| ---------------------------------------------------- | ---------------------------------------------------- | ---------------------------------------------------- | ---------------------------------------------------- | ---------------------------------------------------- |
|                                                      | Partido Popular (PP)                                 | 3304                                                 | 46,17 %                                              | 9                                                    |
|                                                      | Partido Socialista Obrero Español (PSOE)             | 2282                                                 | 31,88 %                                              | 6                                                    |
|                                                      | Vox                                                  | 773                                                  | 10,80 %                                              | 2                                                    |

## Patrimonio Histórico-Artístico
- Baños Árabes de Churriana de la Vega (siglo XII-XIII)

Junto a la acequia Arabuleila, infraestructura hidráulica que recorre los municipios de Granada, Armilla, Churriana y Cúllar Vega, se encuentra el Hammam o Baño Árabe de Churriana, edificio que el Ayuntamiento de Churriana de la Vega adquirió en 1998 y que está declarado Bien de Interés Cultural (BIC), en la categoría de Monumento.
- Iglesia parroquial de la Visitación de la Virgen (siglo XVI).
- Ermita de Nuestra Señora de la Cabeza (siglo XVII).
- Casa Calvo Valero (siglo XVIII).
- Lavadero Público (siglo XIX).

En torno al siglo XIX se levantó uno de los elementos más singulares de Churriana, se trata del lavadero público, erigido en el inicio de la calle Real y que posee una función higiénica y también como espacio donde se afianzaban los lazos sociales de la pequeña localidad pretérita. Como está situado, justo antes del espacio agrícola, también ofrecía una función de abrevadero a los animales de carga y a los trabajadores que partían a las labores o llegaban de ellas y saciar su sed.
- Museo Escultórico al aire libre y otros conjuntos decorativos de la ciudad:

En el año 1998 se inició un ciclo escultórico por parte del Ayuntamiento de Churriana de la Vega, denominado Museo Escultórico al Aire libre, en el que las calles de Churriana están llenas de monumentos y homenajes a figuras insignes, hijos predilectos o a los elementos más singulares del pueblo. Un ciclo escultórico que lleva el arte a la calle, que acerca el arte a la ciudadanía.
- Escultura Homenaje al torero Frascuelo (1998)
- Escultura Homenaje al escultor Domingo Sánchez Mesa (2003)
- Escultura Homenaje a la Juventud (2000)
- Escultura Homenaje a Cervantes (2006)
- Escultura Homenaje a la Madre (2006)
- Escultura Homenaje a la Música (2006)
- Escultura Homenaje a la Agricultura (2006)
- Escultura Homenaje a los Trabajadores (2007)
- Escultura Homenaje a la Lavandera (2007)
- Escultura Homenaje al dios Apolo (2010)
- Escultura Homenaje a la Libertad, "Ícaro" (2011)
- Escultura Monumental "Inercia" (2011)
- Escultura "Niños jugando" (2013)

## Fiestas
- Cabalgata de Reyes (5 de enero).
- Fiesta de Nuestro Padre Jesús (último domingo de enero).
- Día de las Merendicas o Jueves Lardero (jueves de carnaval).
- Semana Santa.
- Fiesta de la Cruz (3 de mayo).
- Festividad de San Roque (16 de agosto).
- Festividad en honor a Nuestra Señora la Virgen de la Cabeza (8 de septiembre).

## Educación
La localidad cuenta con los siguientes centros privados y públicos:
- Centro de Educación Infantil "Mi gran cole" C/ Madrid, 10
- Centro Docente Privado "Abenamar" C/ Andrés Segovia, 127
- Escuela Infantil "Churriana de la Vega" C/ Derechos Humanos, 2
- Escuela Infantil "Arco Iris" C/ Santa Lucía, s/n
- Colegio de Educación Infantil y Primaria "Escultor César Molina Megías" C/ Venezuela, s/n
- Colegio de Educación Primaria "San Roque" C/ Escuelas, 1
- Colegio de Educación Primaria "Virgen de la Cabeza" C/ San Ramón, s/n
- Instituto de Educación Secundaria "Federico García Lorca" C/ San Ramón, 10